# EBWR

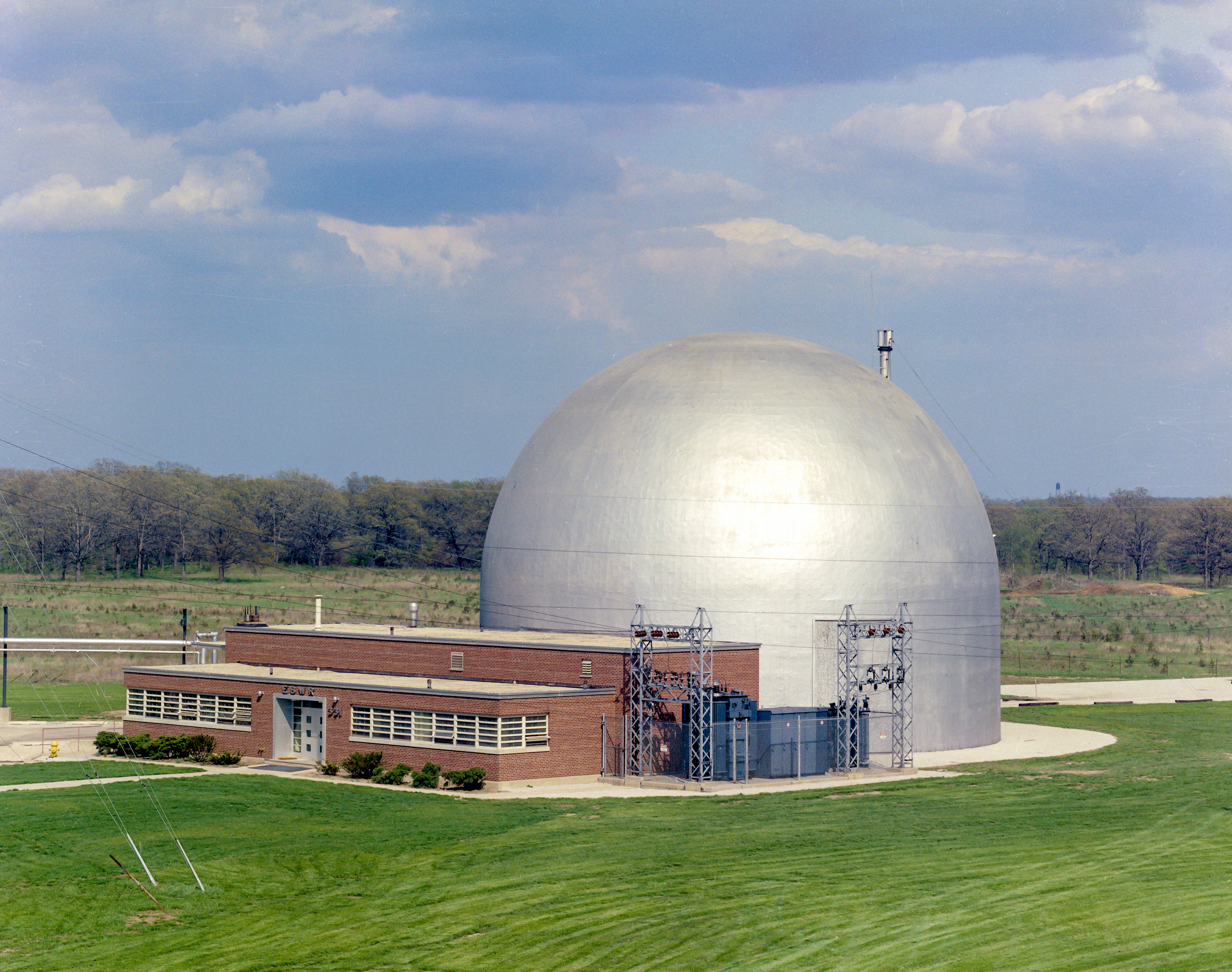
Experimental Boiling Water Reactor v Argonne National Laboratory

Experimentální varný reaktor EBWR (Experimental Boiling Water Reactor) byl výzkumným jaderným zařízením v USA. Nacházel se v Argonne National Laboratory poblíž Chicaga v Illinois. EBWR byl postaven jako zkušební reaktor v návaznosti na reaktory z BORAX série. Jeho cílem bylo demonstrovat schopnost varného reaktoru generovat elektrickou energii pro komerční použití. Vyznačuje se tím, že má přirozenou cirkulaci chladiva a jeden okruh. Poprvé vyrobil elektřinu 23. prosince 1956. EBWR měl tepelný výkon 20 MW a elektrický výkon 5 MW. Reaktor byl později upraven pro dosažení tepelného výkonu 100 MW. Byl odstaven v červnu 1967.

## Historie
EBWR byl postaven v návaznosti na projekt varných reaktorů BORAX. Jeho stavba trvala 19 měsíců a spuštěn byl v roce 1956. V první fázi provozu vyvíjel reaktor tepelný výkon 20 MW a k cirkulaci chladiva (lehká voda) nepotřeboval čerpadla, ale fungoval na principu přirozené konvekce. Po úspěšném spuštění byl reaktor schopen generovat 5 MW elektrické energie, kterou dodával do sítě. V roce 1962 přešel reaktor do druhé fáze provozu, kdy bylo do reaktoru zavezeno více paliva pro dosažení tepelného výkonu 100 MW. Pro provoz při zvýšeném výkonu bylo nutné nainstalovat cirkulační čerpadla, neboť na uchlazení již nestačila přirozená konvekce. Poněvadž byla turbína dimenzována pouze na tepelný výkon 20 MW, nebyl reaktor při zvýšeném výkonu připojen k síti a pouze byly zkoumány jeho výkonové možnosti. Po úspěšném provozu byl v dalších letech reaktor EBWR zahrnut do programu Plutonium Recycle Program, kde měl zkoumat použití plutonia jako paliva v lehkovodním reaktoru. Tento program byl však zrušen a s ním byl i roku 1967 reaktor EBWR odstaven.

## Konstrukce
Jako chladivo a moderátor sloužila v reaktoru lehká voda. Ta se v aktivní zóně vypařovala, poté prošla skrze separátor páry, kde byla pára zbavena kapiček vody z důvodu ochrany turbíny. Dále byla pára vpouštěna na turbínu, která přes generátor vyráběla elektrickou energii. Z turbíny prošla pára kondenzátorem, kde zkondenzovala zpět na vodu, a odtud proudila zpátky do aktivní zóny.
Aktivní zóna reaktoru měla průměr 5 stop a byla koncipována tak, že do ní bylo možné zavést více paliva, což umožnilo zvýšit tepelný výkon na 100 MW. Pro provoz při vyšším výkonu bylo nutné mezi kondenzátor a reaktor umístit cirkulační čerpadla. Reaktor používal kombinaci dvou druhů palivových tyčí. Jedny s lehce obohaceným uranem (1,44 % U235) a druhé s přírodním uranem.
Pro absorpci byly používány tyče z bórové oceli. Tyče byly ovládány zespodu, avšak při sestavování reaktoru byly instalovány shora. Pro nouzové chlazení byly k reaktoru připojeny nádoby s roztokem kyseliny borité.

## Použití reaktoru
Cílem provozu EBWR nebylo prokázat schopnost varného reaktoru generovat elektrickou energii, neboť to bylo již prokázáno reaktory BORAX. Cílem bylo nasbírat co nejvíce dat o provozu reaktoru ve spojení s generátorem jako jsou: radioaktivita, koroze, zpětnovazební efekty, úniky a vlivy čistoty chladiva. Projekt také úspěšně demonstroval možnost komerčního využití varných reaktorů připojením k rozvodné síti. Roku 1986 započala likvidace reaktoru a trvala do roku 1996. Celkem stála 19 586 000 dolarů a vzniklo tím 360 tun radioaktivního odpadu. Zbylá část servisní budovy byla předělána na kanceláře a učebny.